# Vachel Lindsay
Nicholas Vachel Lindsay (n. 10 noiembrie 1879, Springfield, Illinois, SUA – d. 5 decembrie 1931, Springfield, Illinois, SUA) a fost un poet american. Este considerat părintele poeziei cântate, deoarece poemele sale sunt destinate a fi cântate sau recitate.
A scris o lirică originală, întemeiată pe căutarea miturilor specifice americane, izvorâte din folclorul populației albe și a celei de culoare, de puternică oralitate și genuină forță imagistică.

## Scrieri
- 1912: Rhymes to be Traded for Bread ("Rime în schimbul pâinii")
- 1914: The Congo and Other Poems ("Congo și alte poeme")
- 1917: The Chinese Nightingale and Other Poems ("Privighetoarea chineză și alte poeme")
- 1923: Collected Poems ("Culegere de poeme").